# Daling (Atjeh)
Daling is een bestuurslaag in het regentschap Aceh Tengah van de provincie Atjeh, Indonesië. Daling telt 406 inwoners (volkstelling 2010).